# 홍여순
홍여순(洪汝諄, 1547년 ~ 1609년)은 조선의 문신이다. 자는 사신이며 본관은 남양이다. 선조의 후궁 정빈 홍씨가 그의 조카이다.

## 생애
선조 때 문과에 급제하여 지평, 장령, 청평현령 등을 거쳐서 황해도사가 되었으며, 성절사 하정관으로 명에 다녀왔다. 1591년 음력 6월 23일 대사간을 사임하였다. 이후 병조판서가 되었으며, 1592년 임진왜란 때 북도 순찰사를 지냈으며, 우참찬으로 승진했으나 당쟁에 미친 광해군이 볼 때 성품이 나쁘게 조작해 대간의 탄핵을 받고 순천에 유배되었다. 북인으로서 지중추부사, 함경도관찰사, 전라도관찰사를 지내다가 임진왜란이 끝나자 류성룡을 몰아내고 정권을 쥐었다. 이후 지의금부사, 형조판서, 병조판서, 사헌부대사헌, 우참찬, 호조판서, 선공감제조, 좌참찬 등을 지냈다. 그리고 북인들은 둘로 갈라졌는데, 그는 대북파의 우두머리가 되어 소북파와 싸움을 벌였다. 1608년 광해군이 즉위하자, 형조판서가 되었다가 진도에 유배되었다가 그 곳에서 죽었다.

## 관련 작품
- 《왕의 여자》 (SBS, 2003년, 배우:강승원)
- 《징비록》 (KBS1, 2015년, 배우:김민상)

## 참고 문헌
- 춘추관 관원들 (1616). 《선조실록》.